# おれんじ四国
おれんじ四国（おれんじしこく）は、九四オレンジフェリーが運航しているフェリー。

## 概要
ニュー四国の代船としてあいえす造船で建造され、2008年4月24日に臼杵 - 八幡浜航路に就航した。

### 就航航路
- 臼杵港 - 八幡浜港

本船とおれんじ九州の2隻で1日7往復を運航する。

## 設計
前年に就航したおれんじ九州の同型船である。
船内はバリアフリー対応となっており、車両甲板と旅客区画の間には車椅子対応エスカレーターが設置されている。

## 船内

### 船室
- 特等室（2名×1室） - シャワー室、トイレ付
- 一等室（42名、4室）
- 二等室（411名）
- ドライバー室（30名）

### 設備
パブリックスペース
- エントランス
- 案内所
- 椅子席（テレビラウンジ）
- 喫煙ラウンジ

供食・物販設備
- 軽食コーナー
- 売店
- 自動販売機

入浴設備
- シャワー室

娯楽設備
- ゲームコーナー
- マッサージコーナー
- インターネットコーナー

## 事故・インシデント

### 強風による衝突
2016年1月19日、13時50分ごろ、八幡浜港を出港する際、強風に流され、対岸の栗之浦ドックのクレーンに衝突、船体を損傷した。衝突により、第3甲板右舷中央部のドアが損壊した。本船は2時間後に曳船2隻の支援により、離脱して着岸した。事故発生当時、暴風雪・波浪警報が発令されていた。